# Diprotodontidae
A Diprotodontidae az emlősök (Mammalia) osztályának az erszényesek (Marsupialia) alosztályágába, ezen belül a Diprotodontia rendjébe tartozó fosszilis család.

## Rendszerezés
A családba az alábbi nemek tartoznak:
- †Bematherium
- †Brachalletes
- †Diprotodon – pleisztocén
- †Euowenia
- †Euryzygoma
- †Koalemus
- †Meniscolophus
- †Nototherium
- †Pyramios – miocén
- †Stenomerus
- †Sthenmerus

Egyesek a Zygomaturidae családot ide sorolják alcsaládként.